# Buková (ort i Tjeckien, Olomouc)
Buková är en ort i Tjeckien.   Den ligger i regionen Olomouc, i den östra delen av landet, 190 km öster om huvudstaden Prag. Buková ligger 630 meter över havet och antalet invånare är 363.
Terrängen runt Buková är kuperad åt nordost, men åt sydväst är den platt. Runt Buková är det ganska glesbefolkat, med 31 invånare per kvadratkilometer. Närmaste större samhälle är Boskovice, 12,4 km väster om Buková. I omgivningarna runt Buková växer i huvudsak blandskog.